# سيركويتو دي جيتكسو 2022
سيركويتو دي جيتكسو 2022 هو سباق دراجات هوائية من فئة  سباق يوم واحد، وهو الموسم السابع والسبعين من سيركويتو دي جيتكسو، وأقيم في 31 يوليو 2022.
فاز بالمركز الأول خوان أيوسو، وفاز بالمركز الثاني Andrea Piccolo ‏، وفاز بالمركز الثالث ويلكو كيليرمان.

## الفرق
| فرق عالمية (7)- Israel-Premier Tech - Bora-Hansgrohe - Movistar Team - Cofidis - UAE Team Emirates - لوتو سودال - EF Education-EasyPost فرق برو (9)- أوسكالتيل أوسكادي ‏ - كاجا رورال-سيغوروس 2022 ‏ - برجس بي إتش 2022 ‏ - فريق إيولو كوميت لركوب الدراجات 2022 ‏ - Arkéa-Samsic - TotalEnergies - Human Powered Health - كيرن فارما 2022 ‏ - درون هوبر-أندروني جوكاتولي 2022 ‏ فرق قارية (5)- جافا كيوي أتلانتيكو 2022 ‏ - إلكترو هايبر يوروبا-كالداس 2022 ‏ - China Glory–Mentech Continental Cycling Team ‏ - Manuela Fundación ‏ - Bahrain Cycling Academy |  |
| |  |

## التصنيف العام النهائي
| التصنيف العام                                            | التصنيف العام      | التصنيف العام            | التصنيف العام | التصنيف العام |
| العداء                                                   | العداء             | الفريق                   | الوقت         |               |
| -------------------------------------------------------- | ------------------ | ------------------------ | ------------- | ------------- |
| 1                                                        | خوان أيوسو         | فريق الإمارات            | 4 س 38 د 31 ث |               |
| 2                                                        | Andrea Piccolo ‏    | أندروني جوكاتولي-سيدرمك ‏ | + 0 ث         |               |
| 3                                                        | ويلكو كيليرمان     | بورا هانسغروه            | + 0 ث         |               |
| 4                                                        | Valentin Ferron ‏   | TotalEnergies            | + 0 ث         |               |
| 5                                                        | إيمانويل بوخمان    | بورا هانسغروه            | + 11 ث        |               |
| 6                                                        | اليكس ارانبورو     | موفيستار                 | + 12 ث        |               |
| 7                                                        | خيسوس هييرادة      | Cofidis                  | + 17 ث        |               |
| 8                                                        | جورج بينيت         | فريق الإمارات            | + 17 ث        |               |
| 9                                                        | أليخاندرو بالبيردي | موفيستار                 | + 17 ث        |               |
| 10                                                       | Fernando Barceló ‏  | كاجا رورال-سيغوروس ‏      | + 17 ث        |               |
|                                                          |                    |                          |               |               |
| مصادر: ProCyclingStats Cycling Quotient Cycling Archives |                    |                          |               |               |

## وصلات خارجية
- لمحة عن سباق سيركويتو دي جيتكسو 2022 على موقع  ProCyclingStats   (برو  سايكلنج  ستاتس) - إحصاءات  محترفي  الدراجات.
- سيركويتو دي جيتكسو 2022 على موقع إحصائيات الدراجات الإحترافية (الإنجليزية)
- سيركويتو دي جيتكسو 2022 في موقع Cycling Archives سايكلنج أركايفز